# Shuotheriidae
De Shuotheriidae zijn een kleine familie van uitgestorven zoogdieren uit het Jura, waarvan de overblijfselen worden gevonden in China, Engeland en mogelijk Rusland. 
Er is voorgesteld dat ze naaste verwanten zijn van Australosphenida, de groep die de huidige Monotremata bevat, en daarmee samen de clade Yinotheria vormen. Sommige studies suggereren echter dat shuotheriiden dichter bij Theria staan dan bij Monotremata. De Shuotheriidae zijn voorgesteld als de zustergroep van de clade Henosferida uit Gondwana en de Monotremata. 
In 2024 werden fossielen van Feredocodon beschreven die nauwe verwantschap tussen de Shuotheriidae en de Docodonta lieten zien op basis van de structuur van het gebit. De Shuotheriidae vallen hiermee buiten de kroongroep van de zoogdieren.